# 마두르 재프리
마두르 재프리(Madhur Jaffrey, 1933년 8월 13일 ~ )는 인도 출신의 배우, 셰프, 요리·여행 작가이다.

## 출연 작품
- 리빙보이 인 뉴욕 (2017)
- 마지막 4중주 (2012)
- 투데이스 스페셜 (2009)
- 이상한 나라의 피비 (2008)
- 파티션 (2007)
- 프라임 러브 (2005)
- 코튼 마리 (1999)
- 인도식 팝콘 (1999)
- 플로리스 (1999)
- 42번가의 반야 (1994)
- 범행 일지 (1990)
- 이스트엔더스 (1985)
- 공주의 자서전 (1975)
- 셰익스피어 왈라 (1965)